# Anna Eshoo

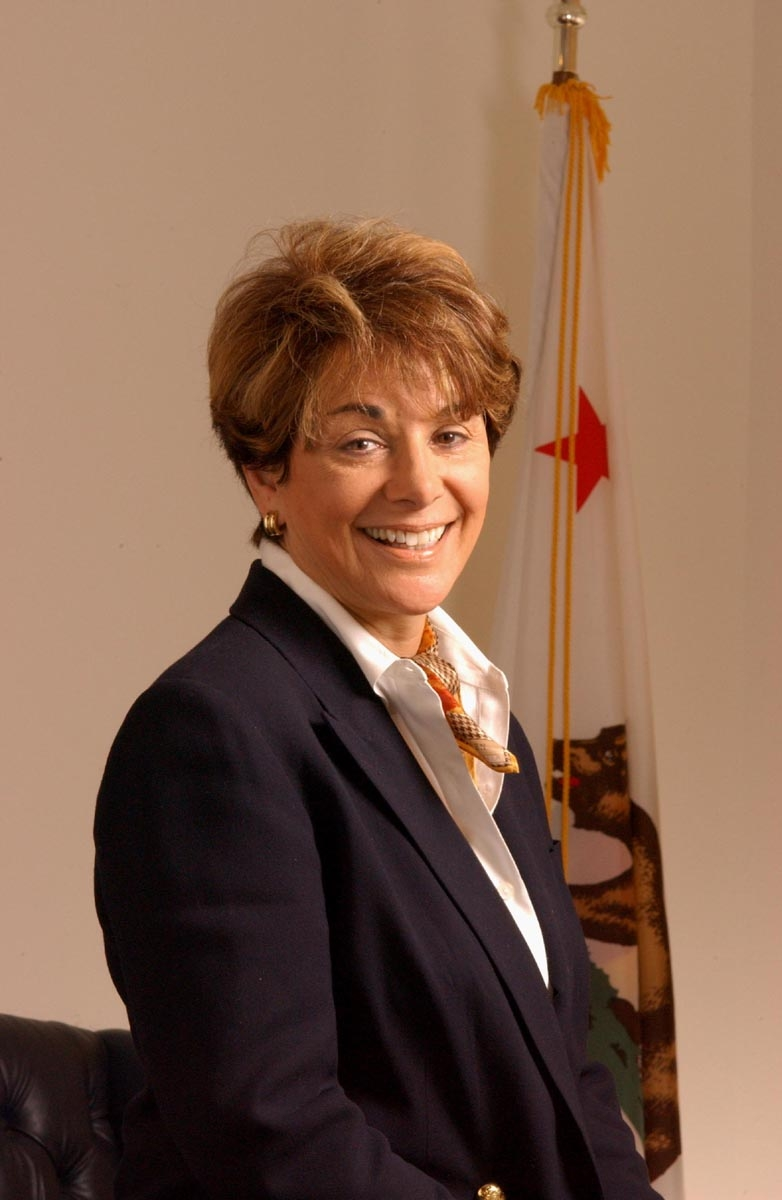
Anna Eshoo

Anna A. Georges Eshoo (* 13. Dezember 1942 in New Britain, Connecticut) ist eine US-amerikanische Politikerin, die den Bundesstaat Kalifornien seit 1993 im US-Repräsentantenhaus vertritt.

## Leben
Anna Georges, so ihr Geburtsname, arbeitete zwischen 1963 und 1966 für die Aluminum Company of America (Alcoa) und von 1966 bis 1970 für die Arcata National Corporation. Danach besuchte sie bis 1975 das Cañada College in Redwood City (Kalifornien). Gleichzeitig begann sie als Mitglied der Demokratischen Partei eine politische Laufbahn. Zwischen 1980 und 1992 gehörte sie dem Democratic National Committee an. In den Jahren 1981 und 1982 war sie Assistentin des Präsidenten der California State Assembly. Von 1983 bis 1992 saß sie im Kreisrat des San Mateo County; im Jahr 1986 war sie dessen Präsidentin. 1982 wurde sie in die Bundeskommission zur Bestimmung der demokratischen Präsidentschaftskandidaten (Democratic National Commission on Presidential Nominations) berufen.
1988 kandidierte Anna Eshoo noch erfolglos für den Kongress. Bei den Kongresswahlen des Jahres 1992 wurde sie dann aber im 14. Wahlbezirk von Kalifornien in das US-Repräsentantenhaus in Washington, D.C. gewählt, wo sie am 3. Januar 1993 die Nachfolge von John Doolittle antrat. Nach bisher vierzehn Wiederwahlen kann sie ihr Mandat im Kongress bis heute ausüben. Ihre neue Legislaturperiode im Repräsentantenhaus des 119. Kongresses läuft bis zum 3. Januar 2027. Von 2013 bis 2023 vertrat sie den 18. Kongresswahlbezirk und seither den 16. Kongresswahlbezirk ihres Staates.
Anna Georges ist Mitglied in folgenden Ausschüssen:
- Energy and Commerce Committee
  - Communications and Technology
  - Communications and Technology (Vorsitzende)

Anna Eshoo war bis zu ihrer Scheidung mit dem Rechtsanwalt George Eshoo verheiratet. Aus dieser Ehe gingen zwei Kinder hervor. Privat lebt sie in Atherton. Sie ist Mitglied des Ritterordens vom Heiligen Grab zu Jerusalem.